# Daniel Kho
Daniel Kho (* 1956 in Zentraljava, Indonesien) ist ein bildender Künstler.

## Leben
In den frühen 1970er Jahren erlernte er als Autodidakt die Techniken des Batikens, der Skulptur und der Malerei. 1977 zog er nach Deutschland. 1998 erhielt er ein Stipendium der Jacob-Eschweiler-Kunststiftung. Von 1999 bis 2006 unterrichtete er Kunst und Performance im Rahmen des Projekts „MUS-E Artists in Schools“, das in Deutschland von der Yehudi-Menuhin-Stiftung organisiert wird. Im Jahr 2002 gründete er das Schattentheater Kho in Köln. Von 2008 bis 2012 lebte und arbeitete er in Bali, Indonesien. 2009 initiierte er mit Freunden das Djagad Art House.
Ab 2012 lebte und arbeitete er in Bali, Barcelona und Köln. 2022 kehrte Daniel Kho zurück auf die Insel Bali. 2023 wurde Khos Kunst von Jim Supangkat kuratiert.

## Ausstellungen (Auswahl)
- 2000: Batak, Museum der Weltkulturen, Frankfurt, Germany
- 2009: Art Singapore – The Arya Seni Art Gallery, Singapore
- 2010: South East Asia Artis – Deutsche Gesellschaft für Internationale Zusammenarbeit Eschborn, Eschborn, Germany
- 2011: Charity „In Honor of Mother and Child“ – Gaya Art Space, Bali Indonesia
- 2012: In the year of the dragon – BBK, Aachen, Germany
- 2013: Contemporary Art Ruhr, Germany
- 2014: The 21th Korea Art International Open – Exhibition in Seoul, Seoul, Korea
- 2015: „The Hitchhikers Guide To The Galaxy“, Cata Odata, Ubud, Bali, Indonesia
- 2016: „Wealth of Poverty“, Nairobi National Museum, Kenya
- 2018: Three of Life, Musnadi Weskamp Galerie, Germany
- 2019: Nomads, Gallery Raos, Batu, Indonesia
- 2020: Integrasi, Bentara Budaya Jakarta, Indonesia
- 2023: Owalah, Bentara Budaya Jakarta, Indonesia[3]
- 2023: Castaneda Factor, Jagad Gallery Jakarta, Indonesia[4]